# Joe Allon
Joseph « Joe » Ball Allon était un footballeur anglais né le 12 novembre 1966 à Gateshead.

## Carrière
- 1984-1987 : Newcastle United  Angleterre
- 1987-1988 : Swansea City  Pays de Galles
- 1988-1991 : Hartlepool United  Angleterre
- 1991-1992 : Chelsea  Angleterre
- 1992 : → Port Vale FC (prêt)  Angleterre
- 1992-1994 : Brentford FC  Angleterre
- 1994-1995 : Port Vale FC  Angleterre
- 1995 : Lincoln City  Angleterre
- 1995-1998 : Hartlepool United  Angleterre